# جاولي سقاوو
جاولي سقاوو هو أمير تركي وأحد الحكام بالدولة السلجوقية.

## الولاية على بلاد ما بين خوزستان وفارس
في العقد الأخير من القرن الخامس الهجري، استولى جاولي على البلاد التي بين خوزستان وفارس (بين رامهرمز وأرجان) وأقام بها سنين وعمر قلاعها وحصنها وأساء السيرة في أهلها وقطع أيديهم وجدع أنوفهم وسمل أعينهم.
في عام 494 هـ / 1101 ميلادي خلال مدة حكم جاولي على هذ البلاد، ملك الباطنية (طائفة الحشاشون من الإسماعيليين) قلاع بخوزستان وفارس وما بينهما وعظم شرهم وقطعوا الطريق بتلك البلاد، وخرج جماعة من أصحاب جاولي عليه حتى أظهروا الشغب عليه وفارقوه وقصدوا الباطنية أنهم معهم وعلى رأيهم فأقاموا عندهم حتى وثقوا بهم.
ثم أظهر جاولي أن الأمراء بني برسق يريدون قصده وأخذ بلاده وأنه عازم على مفارقتها لعجزه عنهم والمسير إلى همذان فلما ظهر ذلك وسار قال من عند الباطنية من أصحابه ممن لهم الرأي أننا نخرج إلى طريقه ونأخذه وما معه من الأموال فساروا إليه في ثلاثمائة من أعيانهم وصناديدهم فلما التقوا صار من معهم من أصحاب جاولي عليهم ووضعوا السيف فيهم فلم يفلت منهم سوى ثلاثة نفر صعدوا إلى الجبل وهربوا وغنم جاولي ما معهم من دواب وسلاح وغير ذلك.
لما تمكن السلطان محمد بن ملكشاه من السلطنة خافه جاولي وأرسل السلطان إليه الأمير مودود بن التونتكين فتحصن منه جاولي وحصره مودود ثمانية أشهر فأرسل جاولي إلى السلطان: «إنني لا أنزل إلى مودود فإن أرسلت غيره نزلت». فأرسل السلطان إليه خاتمه مع أمير آخر فنزل جاولي وحضر الخدمة بأصبهان فرأى من السلطان ما يحب وأمره السلطان بالمسير إلى الفرنج ليأخذ البلاد منهم وفي عام 500 هجرية / 1106 أو 1107 ميلادية أقطعه الموصل وديار بكر والجزيرة كلها (جعل إليه ولاية كل بلد يفتحه).

## حكم الموصل

### السير إلى الموصل
بعد إقطاعه الموصل جاء جاولي إلى بغداد وأقام بها إلى أول ربيع الأول وسار إلى الموصل وجعل طريقه على البوازيج فملكها ونهبها أربعة أيام بعد أن أمن أهلها وحلف لهم أنه يحميهم فلما ملكها سار إلى إربل. وأما جكرمش فإنه لما بلغه مسير جاولي إلى بلاده كتب في جمع العساكر فأتاه كتاب أبي الهيجاء موسك الكردي الهذباني (صاحب إربل) يذكر استيلاء جاولي على البوازيج ويقول له: «إن لم تعجل المجيء لنجتمع عليه ونمنعه وإلا اضطررت إلى موافقته والمصير معه».
بادر جكرمش وعبر إلى شرقي دجلة وسار في عسكر الموصل قبل اجتماع عساكره وأرسل إليه أبو الهيجاء عسكره مع أولاده فاجتمعوا بقرية باكلبا من أعمال إربل. ووافاهم جاولي وهو في ألف فارس وكان جكرمش في ألفي فارس ولا يشك أنه يأخذ جاولي باليد فلما اصطفوا للحرب حمل جاولي من القلب على قلب جكرمش فانهزم من فيه وبقي جكرمش وحده لا يقدر على الهزيمة لفالج كان به فهو لا يقدر أن يركب وإنما يحمل في محفة فلما انهزم أصحابه قاتل عنه ركابي أسود قتالًا عظيمًا فقتل وقاتل معه واحد من أولاد الملك قاورت بك بن داود اسمه أحمد فقاتل بين يديه فطعن فجرح وانهزم ولم يقدر أصحاب جاولي على الوصول إلى جكرمش حتى قتل الركابي الأسود فحينئذ أخذوه أسيرًا وأحضروه عند جاولي فأمر بحفظه وحراسته.
وكانت عساكر جكرمش التي استدعاها قد وصلت إلى الموصل بعد مسيره بيومين فساروا جرائد ليدركوا الحرب فلقوا صاحبهم وجيشه مهزومين.

### حصار الموصل
لما وصل الخبر إلى الموصل أن جكرمش قد أسر وعسكره قد هزم، أقعدوا في الأمر ابنه زنكي بن جكرمش وهو صبي عمره إحدى عشرة سنة وخطبوا له وأحضروا أعيان البلد والتمسوا منهم المساعدة فأجابوا إلى ذلك.
وكان مستحفظ القلعة مملوكا لجكرمش اسمه غزغلي فقام في ذلك المقام المرضي وفرق الأموال التي جمعها جكرمش والخيول وغير ذلك على الجند وكاتب سيف الدولة صدقة بن منصور المزيدي (حاكم الحلة) وقلج أرسلان (سلطان سلاجقة الروم) ووقسيم الدولة آق سنقر الحاجب (شحنةبغداد) بالمبادرة إليهم ومنع جاولي عنهم ووعدوا كلا منهم أن يسلموا البلد إليه. فأما صدقة بن منصور فلم يجبهم إلى ذلك ورأى طاعة السلطان، وأما البرسقي وقلج أرسلان فسيّرا العسكر باتجاه الموصل. ثم إن جاولي حصر الموصل ومعه كرماوي بن خراسان التركماني وغيره من الأمراء وكثر جمعه وأمر أن يحمل جكرمش كل يوم على بغل وينادي أصحابه بالموصل ليسلموا البلد ويخلصوا صاحبهم مما هو فيه ويأمرهم هو بذلك فلا يسمعون منه وكان يسجنه في جب ويوكل به من يحفظه لئلا يسرق فأخرج ذات يوم ميتا وعمره نحو ستين سنة.
وكان مع جكرمش رجل من أعيان الموصل يقال له أبو طالب بن كسيرات وكان قد تقدم عند جكرمش وارتفعت منزلته واستولى على أموره وحضر معه الحرب، فلما أسر جكرمش هرب أبو طالب إلى إربل وكان أولاد أبي الهيجاء صاحب إربل قد حضروا الحرب مع جكرمش وأسرهم جاولي فأرسل إلى أبي الهيجاء يطلب ابن كسيرات فأطلقه وسيره إليه فأطلق جاولي ابن أبي الهيجاء فلما حضر ابن كسيرات عند جاولي ضمن له فتح الموصل وبلاد جكرمش وتحصين الأموال فاعتقله اعتقالا جميلا.
وكان قاضي الموصل أبو القاسم بن ودعان عدوا لأبي طالب فأرسل إلى جاولي يقول له إن قتلت أبا طالب سلمت الموصل إليك فقتله وأرسل إليه فأظهر الشماتة بأبي طالب وأخذ كثيرا من أمواله وودائعه فسار به الأتراك غضبا لأبي طالب ولتفرده بما أخذ من أمواله فقتلوه وكان بين قتل أبي طالب وقتل ابن ودعان شهر واحد.

### ترك حصار الموصل والعسكرة إلى سنجار
وصل عسكر قلج ارسلان إلى نصيبين فلما سمع جاولي سقاوو بذلك رحل عن الموصل؛ وأما البرسقي فإنه فسار إلى الموصل فوصلها بعد رحيل جاولي عنها بالجانب الشرقي فلم يلتفت أحد إليه ولا أرسلوا إليه كلمة واحدة فعاد في باقي يومه.
ثم إن قلج أرسلان لما وصل إلى نصيبين أقام بها حتى كثر جمعه فلما سمع جاولي بقربه رحل من الموصل إلى سنجار وأودع رحله بها واتصل به الأمير إيلغازي بن أرتق (حاكم ماردين) وجماعة من عسكر جكرمش فصار معه أربعة آلاف فارس فأتاه كتاب الملك رضوان بن تتش (حاكم حلب) يستدعيه إلى الشام ويقول له إن الفرنج قد عجز من بالشام عن منعهم فسار إلى الرحبة.
أرسل أهل الموصل وعسكر جكرمش إلى قلج أرسلان وهو بنصيبين، استحلفوه لهم، فحلف واستحلفهم على الطاعة له والمناصحة وسار معهم إلى الموصل فملكها في الخامس والعشرين من رجب (مارس 1107 ميلادية) ونزل بالمعرفة وخرج إليه ولد جكرمش وأصحابه فخلع عليهم وجلس على التخت وأسقط السلطان محمدا وخطب لنفسه بعد الخليفة وأحسن إلى العسكر وأخذ القلعة من غزغلي مملوك جكرمش وجعل له فيها دزدارا ورفع الرسوم المحدثة يف الظلم وعدل في الناس وتألفهم وقال من سعى إلي بأحد قتلته فلم يسع أحد بأحد وأقر القاضي أبا محمد عبد الله بن القاسم بن الشهرزوري على القضاء بالموصل وجعل الرياسة لأبي البركات محمد بن خميس.

### حصار الرحبة
وصل جاولي إلى الرحبة في رجب 500 هجرية (فبراير 1107 ميلادية) وحاصرها لمدة شهرين تقريباً أي إلى الرابع والعشرين من شهر رمضان (19 مايو 1107 ميلادية)، وكان صاحبها حينئذ يعرف بمحمد بن السباق وهو من بني شيبان عيّنه عليها الملك دُقَاق بن تُتُش (حاكم دمشق) فلما وصل إليها جاولي وحصرها أرسل إلى الملك رضوان يعرفه أنه سيكون تحت طاعته ويساعده على من يحاربه بشرط أنه إذا تسلم رضوان البلاد سار مع الشيباني ليكشف الفرنج عن بلاده، فلما استقرت القاعدة بينهما حضر عنده رضوان فاشتد الحصار على أهل البلد وضاقت عليهم الأمور واتفق جماعة كانوا بأحد الأبراج وأرسلوا إلى جاولي واستحلفوه على حفظهم وحراستهم وأمروه أن يقصد البرج الذي هم فيه عند انتصاف الليل ففعل ذلك فرفع من في البرج أصحابه إليهم في الحبال فضربوا بوقاتهم وطبولهم فخذل من في البلد ودخله أصحاب جاولي في اليوم الرابع والعشرين من شهر رمضان ونهبوه إلى الظهر ثم أمر برفع النهب ونزل إليه محمد الشيباني صاحب البلد وأطاعه وصار معه.

### محاربة قلج أرسلان
ثم إن قلج أرسلان لما فرغ من أمر الموصل سار عنها إلى جاولي سقاوو ليحاربه وجعل ابنه ملكشاه في دار الإمارة وعمره إحدى عشرة سنة ومعه أمير يدبره وجماعة من العسكر وكانت عدة عسكره أربعة آلاف فارس بالعدة الكاملة والخيل الجيدة.
وسمع العسكر بقوة جاولي فاختلفوا وكان أول من خالف عليه إبراهيم بن ينال صاحب آمد فإنه فارق خيامه وأثقاله وعاد من الخابور إلى بلده وكذلك غيره، وعمل قلج أرسلان على المطاولة لما بلغه من قوة جاولي وكثرة جموعه وأرسل إلى بلاده يطلب عساكره فلما وصل إلى الخابور بلغت عدته خمسة آلاف.
وكان مع جاولي أربعة آلاف من جملتهم الملك رضوان وجماعة من عسكره إلا أن شجعانه أكثر واغتنم جاولي قلة عسكر أرسلان فقاتله قبل وصول عساكره إليه فالقوا في العشرين من ذي القعدة فحمل قلج أرسلان على القوم بنفسه حتى خالطهم فضرب يد صاحب العلم فأبانها ووصل إلى جاولي بنفسه فضربه بالسيف فقطع الكزاغند ولم يصل إلى بدنه وحمل أصحاب جاولي على أصحاب قلج أرسلان فهزموهم واستباحوا نقلهم وسوادهم فلما رأى قلج أرسلان انهزام عسكره علم أنه إن أسر فعل به فعل من لم يترك للصلح موضعا لا سيما وقد نازع السلطان في بلاده واسم السلطنة فألقى نفسه في الخابور وحمى نفسه من أصحاب جاولي بالنشاب فانحدر به الفرس إلى ماء عميق فغرق وظهر بعد أيام فدفن بالشمسانية وهي قرى الخابور.

### فتح الموصل
سار جاولي إلى الموصل ولما وصل إليها فتح أهلها له بابها ولم يتمكن من بها من أصحاب قلج أرسلان من منعهم ونزل بظاهر البلد وأخذ كل واحد من أصحاب جكرمش الذي حضر الوقعة مع قلج أرسلان إلى جهة فلما ملك جاولي الموصل أعاد خطبة السلطان محمد وصادر جماعة من بها من أصحاب جكرمش وسار إلى جزيرة ابن عمر وبها حبشي بن جكرمش ومعه غزغلي (مستحفظ جكرمش على قلعة الموصل سابقا) فحصره مدة ثم صالحوه وحملوا إليه ستة آلاف دينار وغيرها من الدواب والثياب ورحل عنهم إلى الموصل وأرسل ملكشاه بن قلج أرسلان إلى السلطان محمد.

## استيلاء مودود بن التونتكين على الموصل
في شهر صفر من عام 502 للهجرة (سبتمبر 1108 ميلادي) استولى مودود بن التونتكين والعسكر الذي أرسله السلطان معه على مدينة الموصل وأخذوها من أصحاب جاولي سقاوو.

### الامتناع عن دفع حصة السلطان من الغنائم
بعد فتح الموصل صار مع جاولي العسكر الكثير والعدة التامة والأموال الكثيرة، وكان السلطان محمد قد جعل إليه ولاية كل بلد يفتحه فاستولى على كثير من البلاد والأموال.
وكان سبب أخذ البلاد منه أنه استولى عليها وعلى الأموال الكثيرة منها ولكن لم يحمل إلى السلطان منها شيئا. فلما وصل السلطان إلى بغداد لقصد بلاد سيف الدولة صدقة بن منصور وأرسل إلى جاولي يستدعيه إليه بالعساكر وكرر الرسل إليه فلم يحضر وغالط في الانحدار إليه وأظهر أنه يخاف أن يجتمع به ولم يقنع بذلك حتى كاتب جاوليُ صدقةَ للتواطئ على السلطان وأظهر له أنه معه ومساعده على حرب السلطان وأطعمه في الخلاف والعصيان.
لم يتم الأمر كما أراده جاولي بل قام السلطان بالتخلص من صدقة بن منصور وقتله، ثم تقدم إلى الأمراء:
- بني برسق
- سكمان القطبي (أمير خلاط)
- مودود بن التونتكين
- آق سنقر البرسقي (شحنة بغداد)
- نصر بن مهلهل بن أبي الشوك الكردي
- أبي الهيجاء موسك الكردي الهذباني (صاحب إربل)

أمر الأمراء المذكورين بالمسير إلى الموصل وبلاد جاولي وأخذها منه فتوجهوا نحو الموصل.

### حصار مودود للموصل
لدى وصول عسكر السلطان إلى الموصل وجدوا جاولي عاصيا قد شيد سور الموصل وأحكم ما بناه جكرمش وأعد الميرة والأقوات والآلات واستظهر على الأعيان بالموصل فحسبهم وأخرج من أحداثها ما يزيد على عشرين ألفا ونادى متى اجتمع عاميان على الحديث في هذا الأمر قتلتهما وخرج عن البلد ونهب السواد.
وترك بالبلد زوجته ابنة برسق وأسكنها القلعة ومعها ألف وخمسمائة فارس من الأتراك سوى غيرهم وسوى الرجالة ونزل العسكر عليها في شهر رمضان سنة إحدى وخمسمائة وصادرت زوجته من بقي بالبلد وعسفت نساء الخارجين عنه وبالغت في الاحتراز عليهم فأوحشهم ذلك ودعاهم إلى الانحراف عنها، وقوتل أهل البلد قتالا متتابعا فتمادى الحصار بأهلها من خارج والظلم من داخل إلى آخر المحرم والجند بها يمنعون عاميا من القرب من السور.

### تآمر الجصاصين على جاولي وسقوط الموصل
فلما طال الأمر على الناس اتفق نفر من الجصاصين ومقدمهم جصاص يعرف بسعدي على تسليم البلد وتحالفوا على التساعد وأتوا وقت صلاة الجمعة والناس بالجامع وصعدوا برجا وأغلقوا أبوابه وقتلوا من به من الجند وكانوا نياما فلم يشعروا بشيء حتى قتلوا وأخذوا سلاحهم وألقوهم إلى الأرض وملكوا برجا آخر.
ووقعت الصيحة وقصدهم مائتا فارس من العسكر ورموهم بالنشاب وهم يقاتلون وينادون بشعار السلطان فزحف عسكر السلطان إليهم ودخلوا البلد من ناحيتهم وملكوه ودخله الأمير مودود ونودي بالسكون والأمن وأن يعود الناس إلى دورهم وأملاكهم وأقامت زوجة جاولي بالقلعة ثمانية أيام وراسلت الأمير مودود أن يفرج لها عن طريقها وأن يحلف لها عن الصيانة والحراسة فحلف وخرجت إلى أخيها برسق بن برسق ومعها أموالها وما استولت عليه وولي مودود الموصل وما ينضاف إليها.

## ذكر حال جاولي مدة الحصار وبعدها

### السير إلى إيلغازي بن أرتق حاكم ماردين
وأما جاولي فإنه لما وصل عسكر السلطان إلى الموصل وحصرها وسار عنها وأخذ معه القمص صاحب الرها (بلدوين الثاني) الذي كان قد أسره سقمان وأخذه منه جكرمش وسار إلى نصيبين وهي حينئذ للأمير إيلغازي بن أرتق (أمير ماردين) وراسله وسأله الاجتماع به واستدعاه إلى معاضدته وأن يكون يدا واحدة وأعلمه أن خوفهما من السلطان ينبغي أن يجعلهما على الاحتماء منه فلم يجبه إيلغازي إلى ذلك ورحل عن نصيبين ورتب بها ولده وأمره بحفظها من جاولي وأن يقاتله إن قصده، وسار إلى ماردين.
فلما سمع جاولي ذلك عدل عن نصيبين وقصد دارا وأرسل إلى إيلغازي ثانيا في المعاني فبينما رسوله عند إيلغازي بماردين لم يشعر إلا جاولي معه في القلعة وحده وقصد أن يتألفه ويستميله فما رآه إيلغازي قام إليه وخدمه ولما رأى جاولي محسنا للظن فيه غير مستشعر منه لم يجد إلى دفعه سبيلا فنزل معه وعسكرا بظاهر نصيبين، ثم سارا منها إلى سنجار وحاصراها مدة فلم يجبهما صاحبه إلى صلح فتركاه وسارا نحو الرحبة وإيلغازي يظهر لجاولي المساعدة ويبطن الخلاف وينتظر فرصة لينصرف عنه فلما وصلا إلى عرابان من الخابور هرب إيلغازي ليلا وقصد نصيبين.

### إطلاق جاولي للكونت بلدوين الثاني والمسير إلى الرحبة
لما هرب إيلغازي من جاولي سار جاولي إلى الرحبة فلما وصل إلى ماكسين أطلق القمص الفرنجي (بلدوين الثاني) الذي كان أسيرا بالموصل في الحبس إلى الآن وبذل الأموال الكثيرة فلم يطلق، فلما كان الآن أطلقه جاولي وخلع عليه وكان مقامه في السجن ما يقارب خمس سنين وقرر عليه أن يفدي نفسه بمال وأن يطلق أسرى المسلمين الذين في سجنه وأن ينصره متى أراد ذلك منه بنفسه وعسكره وماله.

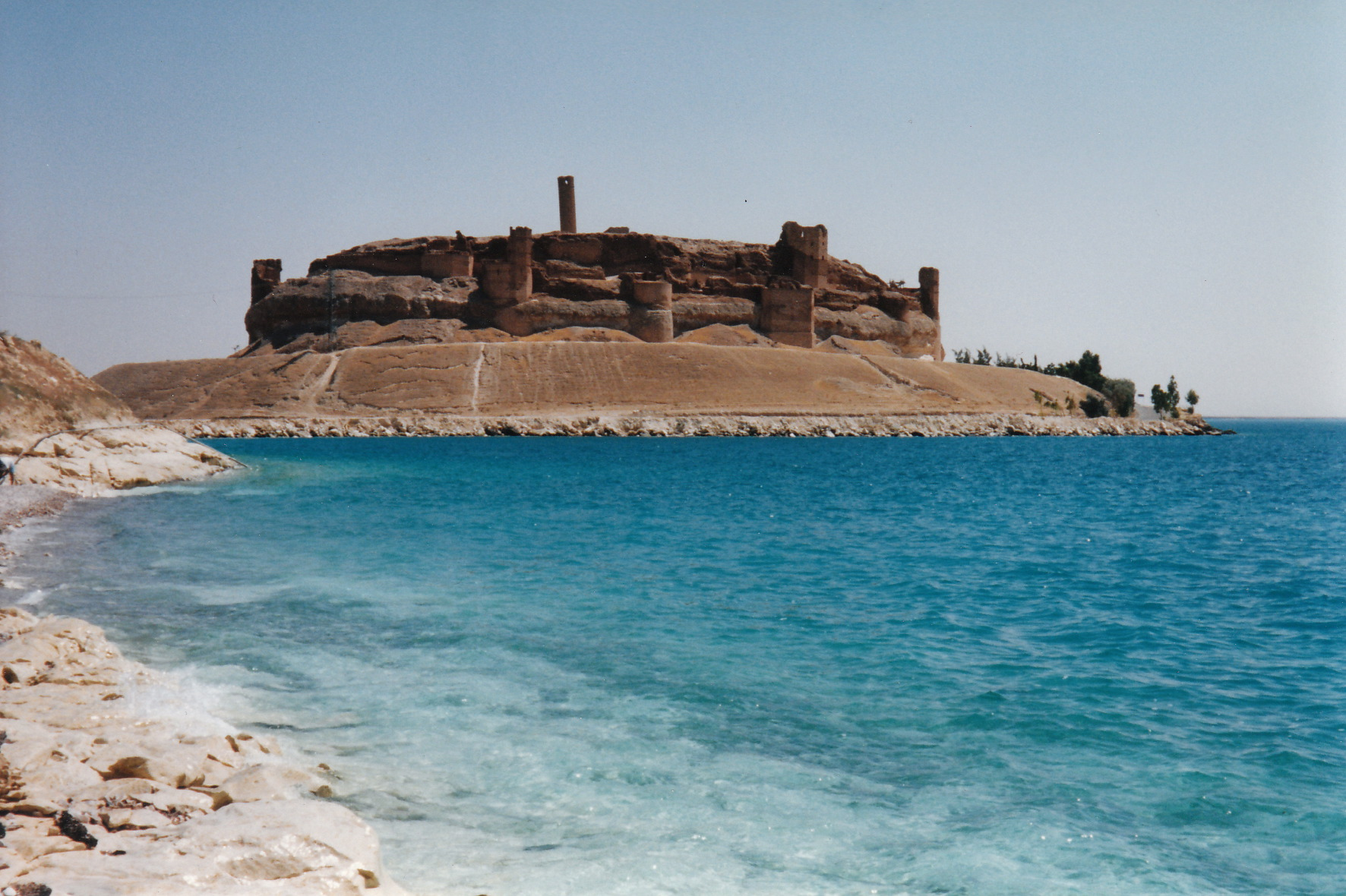
قلعة جعبر، تقع على الضفة اليسرى لنهر الفرات على بعد 53 كيلو مترًا من مدينة الرقة

 بعدها سار جاولي إلى الرحبة فأتاه أبو النجم بدران وأبو كامل منصور ابنا سيف الدولة صدقة المزيدي (حاكم الحلة) وكانا بعد قتل أبيهما بقلعة جعبر عند سالم بن مالك (صاحب القلعة) فتعاهدوا على المساعدة والمعاضدة ووعدهما أنه يسير معهما إلى الحلة وعزموا أن يقدموا عليهم بكتاش بن تكش بن ألب أرسلان فوصل إليهم وهم على هذا العزم الأصبهبذ صباوة بن خمارتكين وكان قصد السلطان فأقطعه الرحبة فاجتمع بجاولي وأشار عليه أن يقصد الشام فإن بلاده خالية من الأجناد والفرنج قد استولوا على كثير منها وعرفه أنه متى قصد العراق والسلطان بها أو قريبا منها لم يأمن شرا يصل إليه فقبل قوله وأصعد عن الرحبة.

### حصار الرقة
وصل إلى جاولي رُسُل سالم بن مالك (صاحب قلعة جعبر) يستغيث به من بني نمير وكانت الرقة بيد ولده علي بن سالم فوثب جوشن النميري ومعه جماعة من بني نمير فقتل عليا وملك الرقة. فبلغ ذلك الملك رضوان فسار من حلب إلى صفين فصادف تسعين رجلا من الفرنج معهم مال من فدية القمص صاحب الرها قد سيره إلى جاولي وأسر عددا منهم وأتى الرقة فصالحه بنو نمير على مال فرحل عنهم إلى حلب فاستنجد سالم بن مالك جاولي وسأله أن يرحل إلى الرقة ويأخذها ووعده بما يحتاج إليه فقصد الرقة وحصرها سبعين يوما فضمن له بنو نمير مالا وخيلا فأرسل إلى سالم إنني في أمر أهم من هذا وأنا بإزاء عدو ويجب التشاغل به دون غيره وأنا عازم على الانحدار إلى العراق فإن تم أمري فالرقة وغيرها لك ولا أشتغل عن هذا المهم بحصار خمسة نفر من بني نمير.

### التنازل عن الموصل
ووصل إلى جاولي الأمير حسين بن أتابك قتلغ تكين وكان أبوه أتابك السلطان محمد فقتله وتقدم ولده هذا عند السلطان واختص به فسيره مع فخر الملك بن عمار ليصلح الحال مع جاولي ويأمر العساكر بالمسير مع ابن عمار إلى جهاد الكفار فحضر عند جاولي وأمر بتسليم البلاد وطيب قلبه عن السلطان وضمن الجميل إذا سلم البلاد وأظهر الطاعة والعبودية فقال جاولي أنا مملوك السلطان وفي طاعته وحمل إليه مالا وثيابا لها مقدار جليل، وقال له سر إلى الموصل ورحّل العسكر عنها فإني أرسل معكم من يسلم ولدي إليك رهينة وينفذ السلطان إليها من يتولى أمرها وجباية أموالها؛ ففعل حسين بن أتابك ذلك وسار معه صاحب جاولي فلما وصلا إلى العسكر الذي على الموصل وكانوا لم يفتحوها بعد فأمرهم حسين بالرحيل فكلهم أجاب إلا الأمير مودود فإنه قال لا أرحل إلا بأمر السلطان وقبض على صاحب جاولي وأقام على الموصل حتى فتحها.

### حصار وملك مدينة بالس
وعاد حسين بن قتلغ تكين إلى السلطان فأحسن النيابة عن جاولي عنده وسار جاولي إلى مدينة بالس فوصلها ثالث عشر صفر 502 هـ (21 سبتمبر 1108 ميلادية) فاحتمى أهلها منه وهرب من بها من أصحاب الملك رضوان صاحب حلب فحصرها خمسة أيام وملكها بعد أن نقب برجا من أبراجها فوقع على النقابين فقتل منهم جماعة وملك البلد وصلب جماعة من أعيانه عند النقب وأحضر القاضي محمد بن عبد العزيز بن الياس فقتل وكان فيها صالحا ونهب البلد وأخذ منه مالا كثيرا.

### ذكر الحرب بين جاولي والفرنج

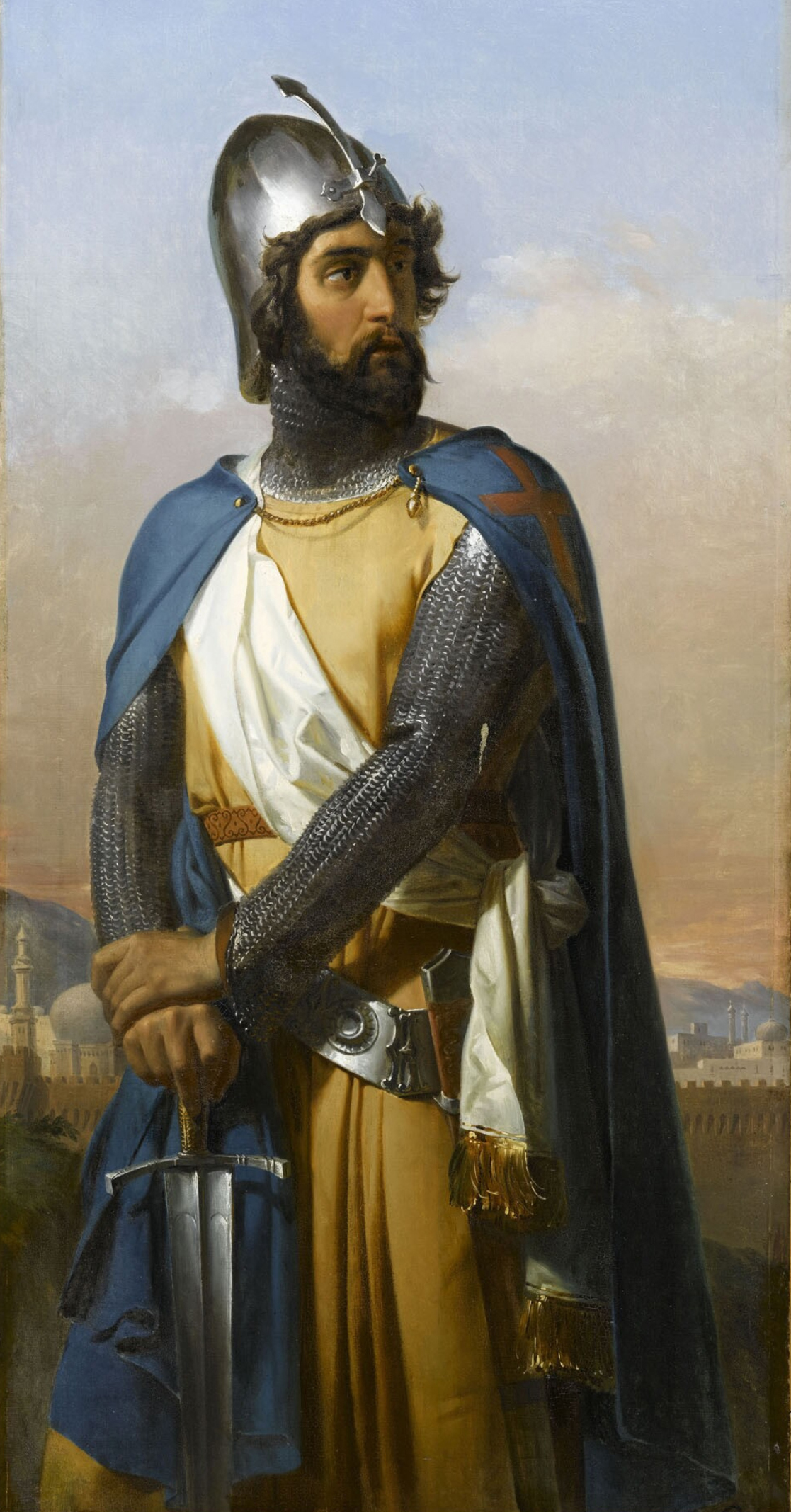
تانكرد الهوتفيلي (1075-1112 ميلادي). زعيم نورماني أحد قادة الحملة الصليبية الأولى، ثم أمير على الجليل ثم حاكم أنطاكية.

وفي شهر صفر سنة 502 هـ (سبتمبر 1108 ميلادية) كان المصاف بين جاولي سقاوو وبين طنكري (تانكرد) الفرنجي صاحب أنطاكية.
وسبب ذلك أن الملك رضوان كتب إلى طنكري صاحب أنطاكية يعرفه ما عليه جاولي من الغدر والمكر والخداع ويحذره منه ويعلمه أنه على قصد حلب وأنه إن ملكها لا يبقى للفرنج معه بالشام مقام وطلب منه النصرة والاتفاق على منعه فأجابه طنكري إلى منعه وبرز من أنطاكية فأرسل إليه رضوان ستمائة فارس فلما سمع جاولي الخبر أرسل إلى الكونت بلديون الثاني (صاحب الرها) يستدعيه إلى مساعدته وأطلق له ما بقي عليه من مال المفاداة فسار إلى جاولي فلحق به وهو على منبج فوصل الخبر إليه وهو على هذه الحال بأن الموصل قد استولى عليها عسكر السلطان وملكوا خزائنه وأمواله فاشتد ذلك عليه وفارقه كثير من أصحابه منهم أتابك زنكي بن آق سنقر وبكتاش النهاوندي وبقي جاولي في ألف فارس وانضم إليه خلق من المطوعة فنزل بتل باشر.
وقاربهم طنكري وهو في ألف وخمسمائة فارس من الفرنج وستمائة من أصحاب الملك رضوان سوى الرجالة فجعل جاولي في ميمنته الأمير أقسيان والأمير التونتاش الأبري وغيرهما وفي المسيرة الأمير بدران بن صدقة وأصبهبذ صباوة وسنقر دراز وفي القلب الكونت بلدوين الثاني وجوسلين الفرنجيين. وقعت الحرب فحمل أصحاب أنطاكية على القمص صاحب الرها، واشتد القتال فأزاح طنكري عن موضعه وحملت ميسرة جاولي على رجالة أنطاكية فقتلت منهم خلقا كثيرا ولم يبق غير هزيمة صاحب أنطاكية فحينئذ عمد أصحاب جاولي إلى جنائب القمص وجوسلين وغيرهما من الفرنج فركبوها وانهزموا فمضى جاولي ورآهم فلم يرجعوا وكانت طاعته قد زالت عنهم حين أخذت الموصل منه فلما رأى أنهم لا يعودون معه أهمه نفسه وخاف من المقام فانهزم وانهزم باقي عسكره.
فأما أصبهبذ صباوة فسار نحو الشام وأما بدران بن صدقة فسار إلى قلعة جعبر، وأما ابن جكرمش فقصد جزيرة ابن عمر، وأما جاولي فقصد الرحبة، وقتل من المسلمين خلق كثير ونهب صاحب أنطاكية أموالهم وأثقالهم وعظم البلاء عليهم من الفرنج وهرب القمص وجوسلين إلى تل باشر والتجأ خلق كثير من المسلمين ففعلا معهم الجميل وداويا الجرحى وكسوا العراة وسيراهم إلى بلادهم.

### ذكر عودة جاولي إلى السلطان
لما انهزم جاولي سقاوو قصد الرحبة فلما قاربها بات دونها في عدة فوارس فاتفق أن طائفة من عسكر الأمير مودود الذين أخذوا الموصل منه أغاروا على قوم من العرب يجاورون الرحبة فقاربوا جاولي وهم لا يشعرون به ولو علموا لأخذوه.
فلما رأى الحال كذلك علم أنه لا يقدر أن يقيم في الجزيرة ولا بالشام ولا يقدر على شيء يحفظ به نفسه ويرجع إليه ويداوي به مرضه غير قصد باب السلطان محمد عن رغبة واختيار وكان واثقا بالأمير حسين بن قتلغ تكين فرحل من مكانه وهو خائف حذر قد أخفى شخصه وكتم أمره وسار إلى عسكر السلطان وكان بالقرب من أصبهان فوصل إليه في سبعة عشر يوما من مكانه لجده في السير فلما وصل المعسكر قصد الأمير حسين فحمله إلى السلطان فدخل إليه وكفنه تحت يده فأمنه وأتاه الأمراء يهنونه بذلك وطلب منه السلطان اعتقال الملك بكتاش بن تكش فسلمه إليه فاعتقله بأصبهان.

## حكم فارس

### الغدر بالأمير بلدجي
لما قصد جاولي السلطان رضي عنه وأقطعه بلاد فارس فسار جاولي إليها ومعه ولد السلطان جغري وهو طفل له من العمر سنتان وأمره بإصلاحها وقمع المفسدين بها فسار إليها، فأول ما اعتمده فيها أنه لما توسط بلاد الأمير بلدجي (من كبار مماليك السلطان ملكشاه ومن جملة بلاده كليل وسرماه وكان متمكنا بتلك البلاد)، راسله جاولي ليحضر خدمة جغري ولد السلطان وفي الأثناء خطط جاولي لحيلة فعلّم جغري أن يقول بالفارسي «خذوه» فلما دخل بلدجي قال جغري على عادته «خذوه!» فأخذوا الأمير بلدجي وقتل ونهبت أمواله.
وكان لبلدجي من جملة حصونه قلعة إصطخر وهي من أمنع القلاع وأحصنها وكان بها أهله وذخائره وقد استناب في حفظها وزيرا له يعرف بالجهرمي فعصى عليه وأخرج إليه أهله وبعض المال ولم تزل في يد الجهرمي حتى وصل جاولي إلى فارس فأخذها منه وجعل فيها أمواله.

### خداع أمير الشوانكارة وهزيمته
كان بفارس جماعة من أمراء الشوانكارة (دولة كردية) وهم خلق كثير لا يحصون ومقدمهم الملك الحسن بن المبارز المعروف بخسرو وله فسا وغيرها فراسله جاولي ليحضر خدمة جغري فأجاب إنني عبد السلطان وفي طاعته فأما الحضور فلا سبيل غليه لأنني قد عرفت عادتك مع بلدجي وغيره ولكنني أحمل إلى السلطان ما يؤثره. فلما سمع جاولي جوابه علم أنه لا مقام له بفارس معه، فأظهر العود إلى السلطان وحمل أثقاله على الدواب وسار كأنه يطلب السلطان ورجع الرسول إلى خسرو فأخبره فاغتر وقعد للشرب وأمن.
وأما جاولي فإنه عاد من الطريق إلى خسرو في نفر يسير فوصل إليه وهو مخمور نائم فتمكن من من، فأنبهه أخوه فضلوه فلم يستيقظ فصب عليه الماء البارد فأفاق وركب من وقته وانهزم وتفرق أصحابه، ونهب جاولي ثقله وأمواله وأكثر القتل في أصحابه ونجا خسروا إلى حصنه.
وسار جاولي إلى مدينة فسا فتسلمها ونهب كثيرا من بلاد فارس منهم جهرم وسار إلى خسرو وحصره مدة وضيق عليه فرأى من امتناع حصنه وقوته وكثرة ذخائره ما علم معه أن المدة تطول عليه فصالحه ليشتغل بباقي بلاد فارس.

### حصار أبو سعد محمد بن ممّا والقضاء عليه
رحل عنه إلى شيراز فأقام بها ثم توجه إلى كازرون فملكها وحصر أبا سعد محمد بن مما في قلعته وأقام عليها سنتين صيفا وشتاء فراسله جاولي في الصلح فقتل الرسول فأرسل إليه قوما من الصوفية فأطعمهم الهريسة والقطائف ثم أمر بهم فخيطت أدبارهم وألقوا في الشمس فهلكوا؛ ثم تقدما عند أبي سعد فطلب الأمان فأمنه وتسلم الحصن.
ثم إن جاولي أساء معاملته فهرب فقبض على أولاده وبث الرجال في أثره فرأى بعضهم زنجيا يحمل شيئا فقال ما معك فقال زادي ففتشه فرأى دجاجا وحلواء السكر فقال ما هذا من طعامك فضربه فأقر على أبي سعد وأنه يحمل ذلك إليه فقصدوه وهو في شعب جبل فأخذه الجندي وحمله إلى جاولي فقتله.

### فتح دارابجرد ومحاولة فتح كرمان
وسار إلى دارابجرد وصاحبها اسمه إبراهيم فهرب صاحبها منه إلى كرمان خوفا منه وكان بينه وبين صاحب كرمان صهر وهو أرسلانشاه بن كرمانشاه بن أرسلان بك بن قاورت فقال له لو تعاضدنا لم يقدر علينا جاولي وطلب منه النجدة.
وسار جاولي بعد هربه منه إلى حصار رتيل رننه يعني مضيف رننه وهو موضع لم يؤخذ قهرا قط لأنه واد نحو فرسخين وفي صدره قلعة منيعة على جبل عال وأهل دارابجرد يتحصنون به إذا خافوا فأقاموا به وحفظوا أعلاه.
فلما رأى جاولي حصانته سار يطلب البرية نحو كرمان كأنما أمره ثم رجع من طريق كرمان إلى دارابجرد مظهرا أنه من عسكر الملك أرسلانشاه صاحب كرمان فلم يشك أهل الحصن أنهم مدد لهم مع صاحبهم فأظهروا السرور وأذنوا له في دخول المضيق فلما دخله وضع السيف فيمن هناك فلم ينج غير القليل ونهب أموال أهل دارابجرد وعاد إلى مكانه وراسل خسرواً يعلمه أنه عازم على التوجه إلى كرمان ويدعوه إليه فلم يجد بدا من موافقته فنزل إليه طائعا وسار معه إلى كرمان وأرسل إلى صاحبها القاضي أبا طاهر عبد الله بن طاهر قاضي شيراز يأمره بإعادة الشوانكارة لأنهم رعية السلطان ويقول إنه متى أعادهم عاد عن قصد بلاده وإلا قصده فأعاد صاحب كرمان جواب الرسالة يتضمن الشفاعة فيهم حيث استجاروا به.
ولما وصل الرسول إلى جاولي أحسن إليه وأجزل له العطاء وأفسده على صاحبه، وجعله عينا له عليه وقرر معه إعادة عسكر كرمان ليدخل البلاد وهم غارون فلما عاد الرسول وبلغ السيرجان وبها عساكر صاحب كرمان ووزيره مقدم الجيش أعلم الوزير ما عليه جاولي من المقاربة وأنه لا يفارق ما كرهوه وأكثر من هذا النوع وقال لكنه مستوحش من اجتماع العساكر بالسيرجان وأن أعداء جاولي طمعوا فيه بهذا العسكر والرأي أن تعاد العساكر إلى بلادها.
فعاد الوزير والعساكر وخلت السيرجان وسار جاولي في أثر الرسول فنزل بفرج وهي الحد بين فارس وكرمان فحاصرها فلما بلغ ذلك ملك كرمان أحضر الرسول وأنكر عليه إعادة العسكر فاعتذر إليه وكان مع الرسول فراش لجاولي ليعود إليه بالأخبار فارتاب به الوزير فعاقبه فأقر على الرسول فصلب ونهبت أمواله وصلب الفراش وندب العساكر إلى المسير إلى جاولي فساروا في ستة آلاف فارس.
وكانت الولاية التي هي الحد بين فارس وكرمان بيد إنسان يسمى موسى وكان ذا رأي ومكر فاجتمع بالعسكر وأشار عليهم بترك الجادة المسلوكة، وقال إن جاولي محتاط بها وسلك بهم طريقا غير مسلوكة بين جبال ومضايق.
وكان جاولي يحاصر فرج وقد ضيق على من بها وهو مدمن الشرب فسير أميرا في طائفة من عسكره ليلقى العسكر المنفذ من كرمان فسار الأمير فلم ير أحدا فظن أنهم قد عادوا فرجع إلى جاولي وقال إن العسكر كان قليلا فعاد خوفا منا فاطمأن حينئذ جاولي وأدمن شرب الخمر.

### شهامة الأعداء مع جاولي الغدار
ووصل عسكر كرمان إليه وجاولي سكران نائم فأيقظه بعض أصحابه وأخبره فقطع لسانه فأتاه غيره وأيقظه وعرفه الحال فاستيقظ وركب وانهزم وقد تفرق عسكره منهزمين فقتل منهم وأسر كثير وأدركه خسرو وابن أبي سعد الذي قتل جاولي أباه فسارا معه في أصحابهما فالتفت فلم ير معه أحدا من أصحابه الأتراك فخاف على نفسه منهم فقالا له إنا لا نغدر بك ولن ترى منا إلا الخير والسلامة وسارا معه حتى وصل إلى مدينة فسا واتصل به المنهزمون من أصحابه وأطلق صاحب كرمان الأسرى وجهزهم وكانت هذه الوقعة في شوال سنة 508 هـ (مارس 1115 م).

## وفاته
وبينما جاولي يدبر الأمر ليعاود كرمان ويأخذ بثأره توفي الملك جغري ابن السلطان محمد وعمره خمس سنين وكانت وفاته في ذي الحجة سنة 509 هـ (مايو 1115 م) ففتّ ذلك في عضد جاولي فأرسل ملك كرمان رسولا إلى السلطان وهو ببغداد يطلب منه منع جاولي عنه فأجابه السلطان إنه لا بد من إرضاء جاولي وتسليم فرج إليه فعاد الرسول في ربيع الأول سنة 510 هـ (يوليو 1116 م) فتوفي جاولي فأمنوا ما كانوا يخافونه.